# Toronto Marlies

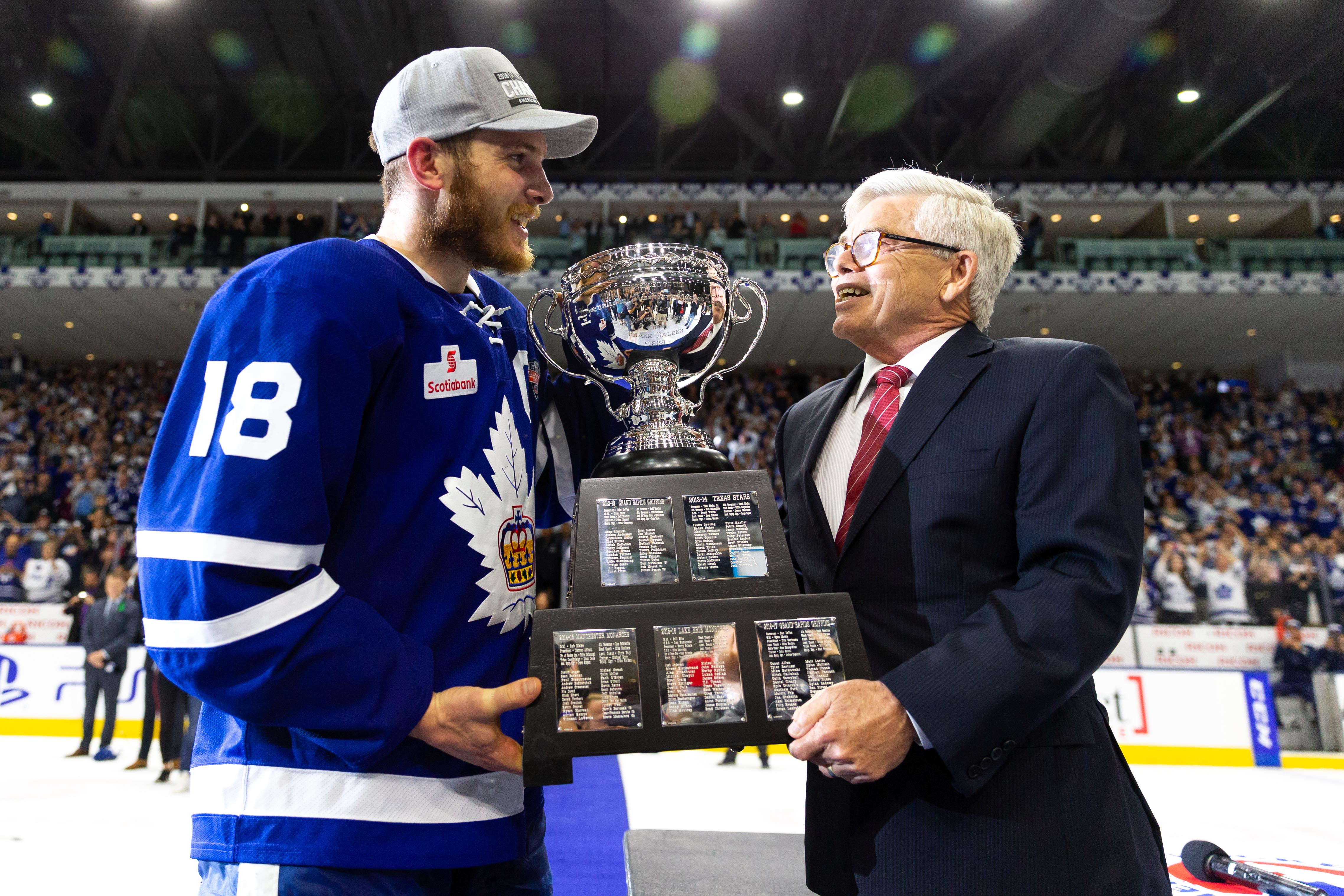
Ben Smith přebírá Calderův pohár pro vítěze play off AHL v roce 2018.

Toronto Marlies je profesionální kanadský klub ledního hokeje, který sídlí v Torontu v provincii Ontario. Pojmenován byl podle přezdívky Toronta Marlboros, bývalé farmy Maple Leafs. Do AHL vstoupil v ročníku 2005/06 a hraje v Severní divizi v rámci Východní konference. Své domácí zápasy odehrává v hale Coca-Cola Coliseum s kapacitou 7 851 diváků. Klubové barvy jsou modrá a bílá.
Po celou dobu existence je rezervou týmu NHL Toronto Maple Leafs. V soutěži celek nahradil předchozí farmu Toronta St. John's Maple Leafs (1991–2005). Marlies jsou jediným farmářským klubem, který působí ve stejném městě jako jeho nadřazený klub a zároveň hraje na jiném stadionu. Klub dvakrát došel do finále play off, v sezoně 2011/12 podlehl 4:0 na zápasy celku Norfolk Admirals a v ročníku 2017/18 porazil Texas Stars 4:3 a získal tak Calderův pohár. Celek je jedním ze čtveřice kanadských týmu v lize.

## Úspěchy klubu
- Vítěz AHL - 1x (2017/18)
- Vítěz základní části - 2x (2015/16, 2017/18)
- Vítěz západní konference - 2x (2011/12, 2017/18)
- Vítěz divize - 7x (2007/08, 2011/12, 2012/13, 2013/14, 2015/16, 2017/18, 2022/23)

### Vítězný tým 2018
Miro Aaltonen, Andreas Borgman, Jeremy Bracco, Adam Brooks, Richard Clune, Travis Dermott, Pierre Engvall, Frederik Gauthier, Colin Greening, Carl Grundstrom, Justin Holl, Andreas Johnsson, Timothy Liljegren, Vincent LoVerde, Mason Marchment, Martin Marinčin, Trevor Moore, Chris Mueller, Andrew Nielsen, Calle Rosen, Ben Smith, Dmytro Timašov, Calvin Pickard (B), Ian Scott (B), Garret Sparks (B)

## Umístění v jednotlivých sezonách
Stručný přehled
Zdroj:
- 2005– : American Hockey League (Severní divize)

Jednotlivé ročníky
Zdroj:
Legenda: Z – zápasy, V – výhry, P – porážky, PP – porážky v prodloužení či na samostatné nájezdy, VG – vstřelené góly, OG – obdržené góly, B – body
| USA / Kanada (2005 – ) |                       |        |    |    |    |    |     |     |     |        |
| Sezóny                 | Liga                  | Úroveň | Z  | V  | PP | P  | VG  | OG  | B   | Pozice |
| 2005/06                | AHL (Severní divize)  | 2      | 80 | 41 | 12 | 29 | 270 | 263 | 92  | 4.     |
| 2006/07                | AHL (Severní divize)  | 2      | 80 | 34 | 7  | 39 | 220 | 270 | 75  | 6.     |
| 2007/08                | AHL (Severní divize)  | 2      | 80 | 50 | 9  | 21 | 246 | 203 | 109 | 1.     |
| 2008/09                | AHL (Severní divize)  | 2      | 80 | 39 | 12 | 29 | 240 | 229 | 90  | 4.     |
| 2009/10                | AHL (Severní divize)  | 2      | 80 | 33 | 12 | 35 | 193 | 261 | 78  | 5.     |
| 2010/11                | AHL (Severní divize)  | 2      | 80 | 37 | 11 | 32 | 228 | 219 | 85  | 5.     |
| 2011/12                | AHL (Severní divize)  | 2      | 76 | 44 | 8  | 24 | 217 | 175 | 96  | 1.     |
| 2012/13                | AHL (Severní divize)  | 2      | 76 | 43 | 10 | 23 | 237 | 199 | 96  | 1.     |
| 2013/14                | AHL (Severní divize)  | 2      | 76 | 45 | 6  | 25 | 223 | 202 | 96  | 1.     |
| 2014/15                | AHL (Severní divize)  | 2      | 76 | 40 | 9  | 27 | 207 | 203 | 89  | 2.     |
| 2015/16                | AHL (Severní divize)  | 2      | 76 | 54 | 6  | 16 | 294 | 191 | 114 | 1.     |
| 2016/17                | AHL (Severní divize)  | 2      | 76 | 42 | 5  | 29 | 245 | 207 | 89  | 2.     |
| 2017/18                | AHL (Severní divize)  | 2      | 76 | 54 | 4  | 18 | 254 | 170 | 112 | 1.     |
| 2018/19                | AHL (Severní divize)  | 2      | 76 | 39 | 13 | 24 | 248 | 243 | 91  | 3.     |
| 2019/20                | AHL (Severní divize)  | 2      | 61 | 29 | 5  | 27 | 206 | 212 | 63  | 7.     |
| 2020/21                | AHL (Kanadská divize) | 2      | 35 | 16 | 2  | 17 | 111 | 119 | 34  | 4.     |
| 2021/22                | AHL (Severní divize)  | 2      | 72 | 37 | 5  | 30 | 243 | 244 | 79  | 6.     |
| 2022/23                | AHL (Severní divize)  | 2      | 72 | 42 | 6  | 24 | 229 | 225 | 90  | 1.     |
| 2023/24                | AHL (Severní divize)  | 2      | 72 | 34 | 12 | 26 | 249 | 220 | 80  | 5.     |
| 2024/25                | AHL (Severní divize)  | 2      | 72 | 37 | 12 | 23 | 209 | 197 | 86  | 4.     |

### Play-off
| Sezona  | Předkolo                                   | 1. kolo                                    | 2. kolo                                    | Finále konference                          | Finále Calder Cupu                         |
| ------- | ------------------------------------------ | ------------------------------------------ | ------------------------------------------ | ------------------------------------------ | ------------------------------------------ |
| 2005/06 | —                                          | porážka, 1–4, Grand Rapids                 | —                                          | —                                          | —                                          |
| 2006/07 | mužstvo se nekvalifikovalo                 | mužstvo se nekvalifikovalo                 | mužstvo se nekvalifikovalo                 | mužstvo se nekvalifikovalo                 | mužstvo se nekvalifikovalo                 |
| 2007/08 | —                                          | postup, 4–3, San Antonio                   | postup, 4—3 Syracuse                       | porážka, 1—4 Chicago                       | —                                          |
| 2008/09 | —                                          | porážka, 2–4, Manitoba                     | —                                          | —                                          | —                                          |
| 2009/10 | mužstvo se nekvalifikovalo                 | mužstvo se nekvalifikovalo                 | mužstvo se nekvalifikovalo                 | mužstvo se nekvalifikovalo                 | mužstvo se nekvalifikovalo                 |
| 2010/11 | mužstvo se nekvalifikovalo                 | mužstvo se nekvalifikovalo                 | mužstvo se nekvalifikovalo                 | mužstvo se nekvalifikovalo                 | mužstvo se nekvalifikovalo                 |
| 2011/12 | —                                          | postup, 3–0, Rochester                     | postup, 4—1, Abbotsford                    | postup, 4—1, Oklahoma City                 | Finále AHL, 0—4, Norfolk                   |
| 2012/13 | —                                          | postup, 3–0, Rochester                     | porážka, 2—4, Grand Rapids                 | —                                          | —                                          |
| 2013/14 | —                                          | postup, 3–0, Milwaukee                     | postup, 4—0, Chicago                       | porážka, 3—4, Texas                        | —                                          |
| 2014/15 | —                                          | porážka, 2—3, Grand Rapids                 | —                                          | —                                          | —                                          |
| 2015/16 | —                                          | postup, 3–0, Bridgeport                    | postup, 4—3, Albany D.                     | porážka, 1—4, Hershey                      | —                                          |
| 2016/17 | —                                          | postup, 3—1, Albany D.                     | porážka, 3—4, Syracuse                     | —                                          | —                                          |
| 2017/18 | —                                          | postup, 3—2, Utica                         | postup, 4—0, Syracuse                      | postup, 4—0, Lehigh Valley                 | Vítěz AHL, 4—3, Texas                      |
| 2018/19 | —                                          | postup, 3–0, Rochester                     | postup, 4—0, Syracuse                      | porážka, 2—4, Charlotte                    | —                                          |
| 2019/20 | sezona nedohrána kvůli pandemii koronaviru | sezona nedohrána kvůli pandemii koronaviru | sezona nedohrána kvůli pandemii koronaviru | sezona nedohrána kvůli pandemii koronaviru | sezona nedohrána kvůli pandemii koronaviru |
| 2020/21 | play off zrušeno                           | play off zrušeno                           | play off zrušeno                           | play off zrušeno                           | play off zrušeno                           |
| 2021/22 | mužstvo se nekvalifikovalo                 | mužstvo se nekvalifikovalo                 | mužstvo se nekvalifikovalo                 | mužstvo se nekvalifikovalo                 | mužstvo se nekvalifikovalo                 |
| 2022/23 | —                                          | postup 3—1, Utica                          | porážka, 0—3, Rochester                    | —                                          | —                                          |
| 2023/24 | porážka, 1–2, Belleville                   | —                                          | —                                          | —                                          | —                                          |
| 2024/25 | porážka, 0–2, Cleveland                    | —                                          | —                                          | —                                          | —                                          |

## Klubové rekordy

### Za sezonu
Góly: 36, John Pohl (2005/06)
Asistence: 57, Jeremy Bracco (2018/19)
Body: 79, Tim Stapleton (2008/09) a Jeremy Bracco (2018/19)
Trestné minuty: 215, Kris Newbury (2005/06)
Čistá konta: 6, Garret Sparks (2017/18)
Vychytaná vítězství: 31, Garret Sparks (2017/18)
Průměr obdržených branek: 1.78, Garret Sparks (2017/18)
Procento úspěšnosti zákroků: .936, Garret Sparks (2017/18)

### Celkové
Góly: 94, Ryan Hamilton
Asistence: 116, Mike Zigomanis
Body: 168, Kris Newbury
Trestné minuty: 475, Kris Newbury
Čistá konta: 15, Garret Sparks
Vychytaná vítězství: 80, Garret Sparks
Odehrané zápasy: 312, Alex Foster